# Royaume du Rogaland
Le royaume de Rogaland était l'un des petits royaumes norvégiens du Moyen Âge. Le Rogaland forme un fylke de l'actuelle Norvège.

## Étymologie
Rogaland est le nom en vieux norrois qui a été ressuscité à l'époque moderne. Le premier élément est le génitif pluriel de rygir, le nom des ruges, une ancienne tribu germanique, tandis que le second élément signifie « terre » ou « région » : « terre des ruges ». Le rygjafylki et le vieux norrois utilisés dans la région étaient divisés en trois dialectes : Dalarne, Jaerderen et Ryfylke.

## Histoire
Les archives archéologiques et historiques sont abondantes dans la région, à la fois de l'âge de pierre, de l'âge du bronze et de l'âge du fer. Un important site royal se trouve à Avaldsnes dès le IIIe siècle. Les sagas scandinaves évoquent plusieurs noms de roi semi-légendaires du Rogaland qui auraient régné avant l'ère des vikings depuis ce site. Parmi ces rois se trouvent Gard Agdi (en), Rognvald Gardsson (es), Augvald (en), Ingjald Ogvaldsson (es), Jösur de Rogaland (es), Hjör de Rogaland (es), Hjörleifur Hjörsson (es), Hálfur Hjörleifsson (es) et Hjör Hálfarson (es). Ce dernier aurait été tué par Harald à la Belle Chevelure vers 870, marquant la fin de cette dynastie.
Pendant la période Viking, la Norvège était divisée en petits royaumes indépendants gouvernés par des seigneurs de guerre qui dirigeaient les territoires, rivalisaient pour la suprématie en mer et l'influence politique, et cherchaient des alliances ou le contrôle d'autres familles royales, volontairement ou de force.
En 872, Harald Hårfrage remporte la bataille de Hafrsfjord, dans ce royaume, bataille navale qui lui permet de réunir plusieurs petits royaumes et d'unifier une partie de la Norvège. Il peut ainsi se proclamer roi de Norvège.
Il existe une citation dans les sagas nordiques d'un roi ruge, Erling Skjalgsson, qui vécut vers l'an 1000, dans le royaume de Rogaland. Il est le seul roi ruge (Rygekongen) présent dans les sagas. Cela montre la permanence de la population ruge dans la terre d'origine de Rogaland dans les périodes postérieures à la migration vers le sud du IIIe siècle av. J.-C.